# William Steinkraus
William Steinkraus, född den 12 oktober 1925 i Cleveland, Ohio, död 29 november 2017, var en amerikansk ryttare. Han tog OS-silver i lagtävlingen i hoppning i samband med de olympiska ridsporttävlingarna 1972 i München.